# Angelo Scola
 (mai 2013).
Si vous disposez d'ouvrages ou d'articles de référence ou si vous connaissez des sites web de qualité traitant du thème abordé ici, merci de compléter l'article en donnant les références utiles à sa vérifiabilité et en les liant à la section « Notes et références ».
Pour les articles homonymes, voir Scola.
Angelo Scola, né le 7 novembre 1941 à Malgrate dans la région de Milan (Lombardie, Italie), est un cardinal italien de l'Église catholique, patriarche de Venise de 2002 à 2011 et archevêque de Milan de 2011 à 2017.

## Biographie

### Prêtre
Angelo Scola est titulaire d’un doctorat en philosophie de l'université catholique du Sacré-Cœur de Milan, ainsi que d'un doctorat en théologie de l'université de Fribourg.
Il est ordonné prêtre à l’âge de 29 ans, le 18 juillet 1970, non pas à Milan, diocèse où il était né, mais à Teramo où Abele Conigli l'avait accueilli.
Il est très engagé dans le mouvement Communion et libération avant de partir à Fribourg comme enseignant en philosophie et en théologie morale.
En 1992, il devient professeur de théologie et d'anthropologie à l'Institut Jean-Paul II d'études sur la famille et le mariage tout en enseignant la christologie à l'université pontificale du Latran.

### Évêque
Il devient évêque de Grosseto en 1991 et est consacré par le cardinal Bernardin Gantin avec comme co-consécrateurs Adelmo Tacconi (it) et Abele Conigli (it). Quatre ans plus tard, il entre à la Curie romaine comme recteur de l'université pontificale du Latran et président de l'Institut Jean-Paul II d'études sur la famille et le mariage. Le 5 janvier 2002, il est nommé patriarche de Venise, succédant au cardinal Cé.
Le 28 juin 2011, le pape Benoît XVI le mute au siège archiépiscopal de Milan.
Le pape François lui nomme trois nouveaux évêques auxiliaires le 24 mai 2014 : Franco Maria Giuseppe Agnesi, Paolo Martinelli et Pierantonio Tremolada.
Il se retire le 7 juillet 2017 à l'âge de 75 ans. Mario Delpini, dont il avait fait son vicaire général en 2012, lui succède.

### Cardinal
Lors du consistoire du 21 octobre 2003, Jean-Paul II le crée cardinal avec le titre de cardinal-prêtre des Santi XII Apostoli.
Il est à l'origine de la création de la Fondation internationale Oasis, vouée à la promotion la connaissance réciproque et la rencontre entre chrétiens et musulmans, avec une attention particulière à la réalité des minorités chrétiennes dans les pays à majorité musulmane.
En 2005, à la mort du pape Jean-Paul II, il est considéré comme papabile lors du conclave. Certaines sources, malgré le secret du huis clos, le créditent de quatre voix lors de chacun des deux premiers tours de scrutin.
À la Curie romaine, il est par ailleurs membre de la Congrégation pour le clergé, de la Congrégation pour le culte divin et la discipline des sacrements, du Conseil pontifical pour la famille et du Conseil pontifical pour les laïcs.
En 2011, il est nommé archevêque de Milan, ce qui le rend davantage papabile, l'archevêché de Milan ayant donné deux papes au XXe siècle,. Il reste l'un des favoris lors du conclave suivant de 2013, qui fait suite à la renonciation de Benoît XVI et la presse s'attend plutôt à son élection qu'annonce même par anticipation la Conférence des évêques italiens. Mais c'est Jorge Bergoglio qui est élu le 13 mars 2013.
Il atteint la limite d'âge le 7 novembre 2021, ce qui l'empêche de participer au conclave devant désigner le successeur du pape François.

## Succession apostolique
Angelo Scola a ordonné les évêques suivants :
- Évêque Giuseppe Andrich (it) (2004)
- Évêque Beniamino Pizziol (it) (2008)
- Évêque Karl Golser (it) (2009)
- Évêque Adelio Dell'Oro (2013)
- Évêque Franco Agnesi (it) (2014)
- Évêque Paolo Martinelli, O.F.M.Cap. (2014)
- Évêque Pierantonio Tremolada (2014)

## Ouvrages disponibles en français
- J'ai parié sur la liberté - Autobiographie, entretien avec Luigi Geninazzi, traduit de l'italien et préfacé par Jean-Robert Armogathe, éditions du Cerf, 2020  (ISBN 978-2-204-13738-6)
- Jésus avenir de l'homme, Salvator, 2012,  (ISBN 978-2-7067-0960-9)
- Le Mystère des noces (Communio), préface d'Vingt-Trois, Parole et Silence, 2012  (ISBN 978-2-88918-077-6)
- Habiter le monde : La relation entre l'homme et la création, Parole et Silence, 2016  (ISBN 978-2-88918-796-6)